# Battaglia di Rapallo (1494)
La prima battaglia di Rapallo fu combattuta, nell'ambito della guerra d'Italia del 1494-1498, fra mercenari svizzeri, coi loro alleati genovesi e milanesi guidati da Luigi d'Orleans, e forze napoletane guidate da Giulio Orsini, il 5 settembre 1494 vicino a Rapallo.
In quel giorno la città di Rapallo venne raggiunta dalla flotta navale aragonese che vi sbarcò 4 000 soldati comandati da Giulio Orsini, Ibleto Fieschi e Fregosino Campofregoso per sollevare la popolazione rapallese contro Genova che in quegli anni era sottomessa alla signoria sforzesca. 

Tre giorni dopo (8 settembre) in città giunsero circa 2 500 mercenari svizzeri dell'armata di Carlo VIII che diedero vita ad uno scontro con gli aragonesi presso il ponte sulle saline: tra le violenze generali e i saccheggi, si assistette all'uccisione di cinquanta malati ricoverati all'ospedale di Sant'Antonio (attuale sede del municipio) da parte degli elvetici.

La battaglia fu decisa dall'intervento del genovese Gian Luigi Fieschi, giunto con un contingente di seicento uomini.

A seguito del duro scontro che costò ingenti perdite a entrambi gli schieramenti, la vittoria fu riportata dai francesi. I vincitori fecero molti prigionieri tra cui anche Fregosino Campofregoso. Lo stesso Ibleto Fieschi riuscì a salvarsi a stento.
Le violenze ed il saccheggio operati dalle soldataglie svizzere suscitarono però la reazione dei rapallesi che ebbe modo di esplicarsi, il 2 maggio dell'anno successivo, in occasione della seconda battaglia di Rapallo con la completa sconfitta francese.